# Světla Amortová
Světla Amortová, křtěná Světluše (7. ledna 1911 Dobromilice u Prostějova – 14. března 1985 Praha) byla česká herečka, politička a divadelní pedagožka.

## Život
Narodila se v rodině sochaře Vlastimila Amorta ml. a jeho manželky Boženy, rozené Horákové; pokřtěna byla Světluše. Herectví studovala pouze soukromě, od konce 20. let se stala profesionální herečkou.
Za 2. světové války se jako komunistka zúčastnila odbojové činnosti a byla jeden a půl roku nacisty vězněna v koncentračním táboře Osvětim-Březinka, kde na ní prováděli kruté pokusy, jejichž následkem nemohla mít děti. Po roce 1945 byla společensky značně angažovaná, stala se komunistickou funkcionářkou a pražskou poslankyní (zastupitelkou), funkcionářkou Svazu československo-sovětského přátelství, zakladatelkou Svazu dramatických umělců. Za svoji společenskou angažovanost byla také často odměňována totalitními řády, tituly a vyznamenáními.
Byla jednou ze signatářek petice, žádající trest smrti pro Jiřinu Štěpničkovou.
Dlouhá léta byla profesorkou herecké tvorby před mikrofonem na pražské DAMU.
Byla manželkou herce Karla Beníška (1908–1975).

## Dílo
Koncem 20. let 20. století působila jako elévka činohry Národního divadla v Praze, své první angažmá získala v holešovickém Divadle Uranie. Za velmi významnou etapu jejího života je považováno angažmá ve Slovenském národním divadle v Bratislavě v letech 1932 až 1935. Po svém návratu do Prahy v roce 1935 se věnovala především rozhlasové práci.
Začátkem 40. let 20. století vystupovala spolu s manželem Karlem Beníškem v pražském Moderním divadle.
Po 2. světové válce působila v Divadle 5. května, v Městských divadlech pražských (1950–1951) a nakonec od roku 1951 až do roku 1981 ve Vinohradském divadle. Českými filmaři nebyla příliš vyhledávána, ke konci svého života si zahrála několik zajímavých televizních rolí v československých seriálech.

## Ocenění
- zasloužilá umělkyně (1967)[5]
- vyznamenání Za zásluhy o výstavbu (1970)[6]
- Řád práce (1976)[5]
- Řád Vítězného února (1981)[5]